# Aurélio e Natália
Aurélio e Natália (falecidos em 852 d.C.) eram um casal cristão executado por Abderramão II, Emir de Córdoba, por se recusarem a renunciar à sua fé. Eles são considerados mártires e santos da Igreja Católica e da Igreja Ortodoxa.

## Vida
Aurélio nasceu em uma família rica em Sevilha. Seu pai era árabe muçulmano e sua mãe, cristã espanhola. Depois de ficar órfão na infância, foi criado por sua tia, que pode ter sido secretamente cristã. Na época, os cristãos eram perseguidos nos reinos mouros da Espanha.
Aurélio casou-se com Sabigotho, uma jovem de família muçulmana. Após o casamento, Sabigotho decidiu se converter ao cristianismo e adotou o nome cristão Natália. O casal vivia no Emirado de Córdoba, tinha uma filha e viviam secretamente como cristãos. Na época, converter-se do islamismo ao cristianismo era considerado crime capital.
Um dia, Aurélio testemunhou o açoitamento público de um comerciante cristão que havia professado publicamente sua fé em Cristo. Chocados com o acontecimento, Aurélio e Natália decidiram que não podiam mais esconder sua fé. Reservaram algum dinheiro para a filha e doaram o restante de suas economias aos pobres. Começaram então a proclamar abertamente sua fé e a cuidar dos cristãos presos.

## Veneração
A festa de Aurélio e Natália é 27 de julho. Eles estão entre os Mártires de Córdoba, 49 cristãos executados nesta cidade entre 850 e 859 d.C. As relíquias de Aurélio estão preservadas em um altar na Catedral Basílica Metropolitana de Santa María la Antigua, na Cidade do Panamá.

## Ligações externals
- Santi Natália e Aurélio em catholic.org (inglês)
- Santa Liliosa de Córdoba, Mártir